# Pseudopoda zhejiangensis
Pseudopoda zhejiangensis là một loài nhện trong họ Sparassidae.
Loài này thuộc chi Pseudopoda. Pseudopoda zhejiangensis được miêu tả năm 1996 bởi Zhang & Joo-Pil Kim.